# Medalla de Oro de la Provincia de Málaga
La Medalla de Oro de la Provincia de Málaga es una distinción honorífica otorgada por la Diputación de Málaga.

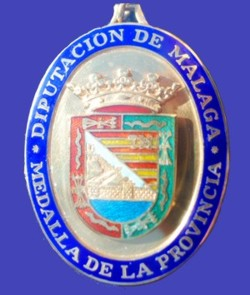
Medalla de Oro de la Provincia de Málaga que concede la Diputación Provincial el día de Málaga, 26 de abril

## Origen
La Medalla de Oro de la Provincia de Málaga es entregada durante el Día de la Provincia de Málaga, el 26 de abril de cada año, ya que en dicha fecha se conmemora el aniversario de la constitución de las primeras corporaciones provinciales democráticas surgidas, en el marco de la Constitución española de 1978, en las elecciones municipales celebradas en 1979.
La concesión de la medalla se contempla en el Reglamento de Honores y Distinciones de la Diputación Provincial de Málaga, a todos aquellos ciudadanos/as que destaquen en los diferentes ámbitos de la cultura, las artes, la ciencia, la investigación, la docencia, el deporte, las actuaciones solidarias, la protección al medio ambiente, los/as emprendedores/as económicos, etc.

## Galardonados

### I Día de la Provincia
Antequera, 26 de abril de 2004.
- Antonio Fernández Díaz "Fosforito"
- Pablo García Baena
- Cristóbal Toral
- Antonio Henares

### II Día de la Provincia
Álora, 26 de abril de 2005.
- Pablo Pineda.[4]
- Francisca Bazalo, deportista paralímpica de la esgrima
- María Victoria Atencia García
- María Barranco

### III Día de la Provincia
Mijas, 26 de abril de 2006.
- Idígoras y Pachi
- Enrique Brinkmann
- Alfonso Canales
- Plataforma Violencia Cero

### IV Día de la Provincia
Vélez-Málaga, 26 de abril de 2007.
- Club Baloncesto Málaga S.A.D (Unicaja).
- Kiti Manver
- Francisco Romero Díaz. (Paco "Maroto")
- Evaristo Guerra

### V Día de la Provincia
Málaga, 26 de abril de 2008.
- Oscar Romero Gómez
- Daniel García Reinaldo
- Antonio Soler Marcos
- Antonio Carlos Ortega Pérez

### VI Día de la Provincia
Ronda, 26 de abril de 2009.
- María del Mar Rodríguez Carnero "La Mari"
- Eugenio Chicano
- María Peláez Navarrete
- Rafael Díaz

### VII Día de la Provincia
Archidona, 26 de abril de 2010.
- Centro de Iniciativas Turísticas de Marbella
- Asociación Amigos del Pueblo Saharaui
- Banda Juvenil de Música Miraflores-Gibraljaire
- Asociación de Discapacitados Psíquicos de Antequera y Comarca (Adipa)